# Erastria perolivata
Erastria perolivata là một loài bướm đêm trong họ Geometridae.